# برغوث الخنزير
برغوث الخنزير (الاسم العلمي: Pulex porcinus) هو نوع من الحشرات يتبع جنس البرغوث من فصيلة البراغيث.